# Brumăriță himalaiană
Brumărița himalaiană (Prunella himalayana) este o pasăre cântătoare mică din ordinul paseriformelor, familia Prunellidae. Se reproduce în Munții Altai din vestul Mongoliei; iernează în sudul lanțurilor Tian Shan și Himalaya.

## Taxonomie
Brumărița himalaiană a fost descrisă de zoologul englez Edward Blyth în 1842 și i s-a dat numele binomial Accentor himalayanus. Acum este plasată în genul Prunella care a fost introdus de ornitologul francez  Louis Vieillot în 1816. Specia este monotipică.
Această specie, împreună cu brumărița de stâncă, este uneori separată de celelalte brumărițe în genul Laiscopus.

## Galerie

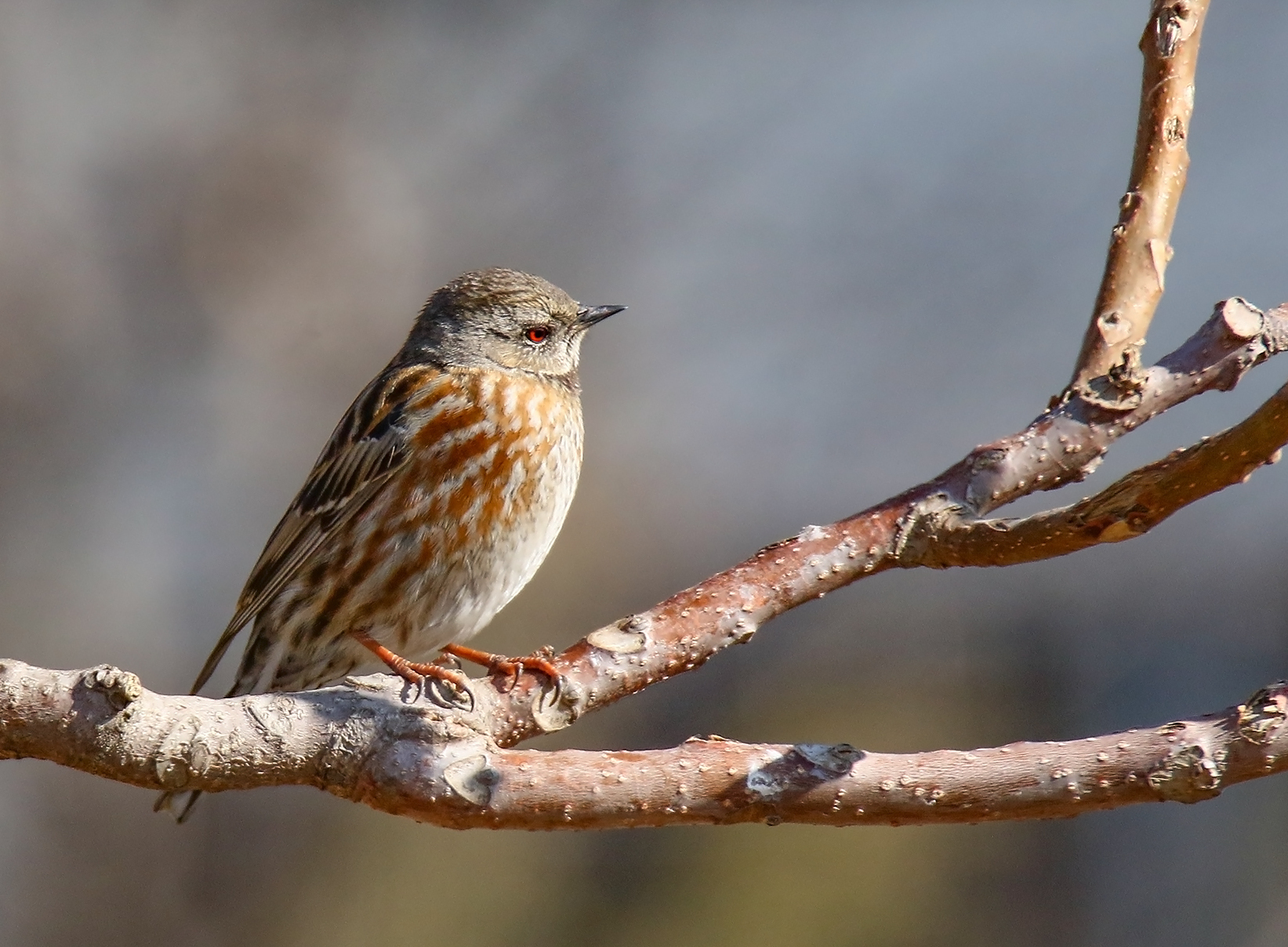
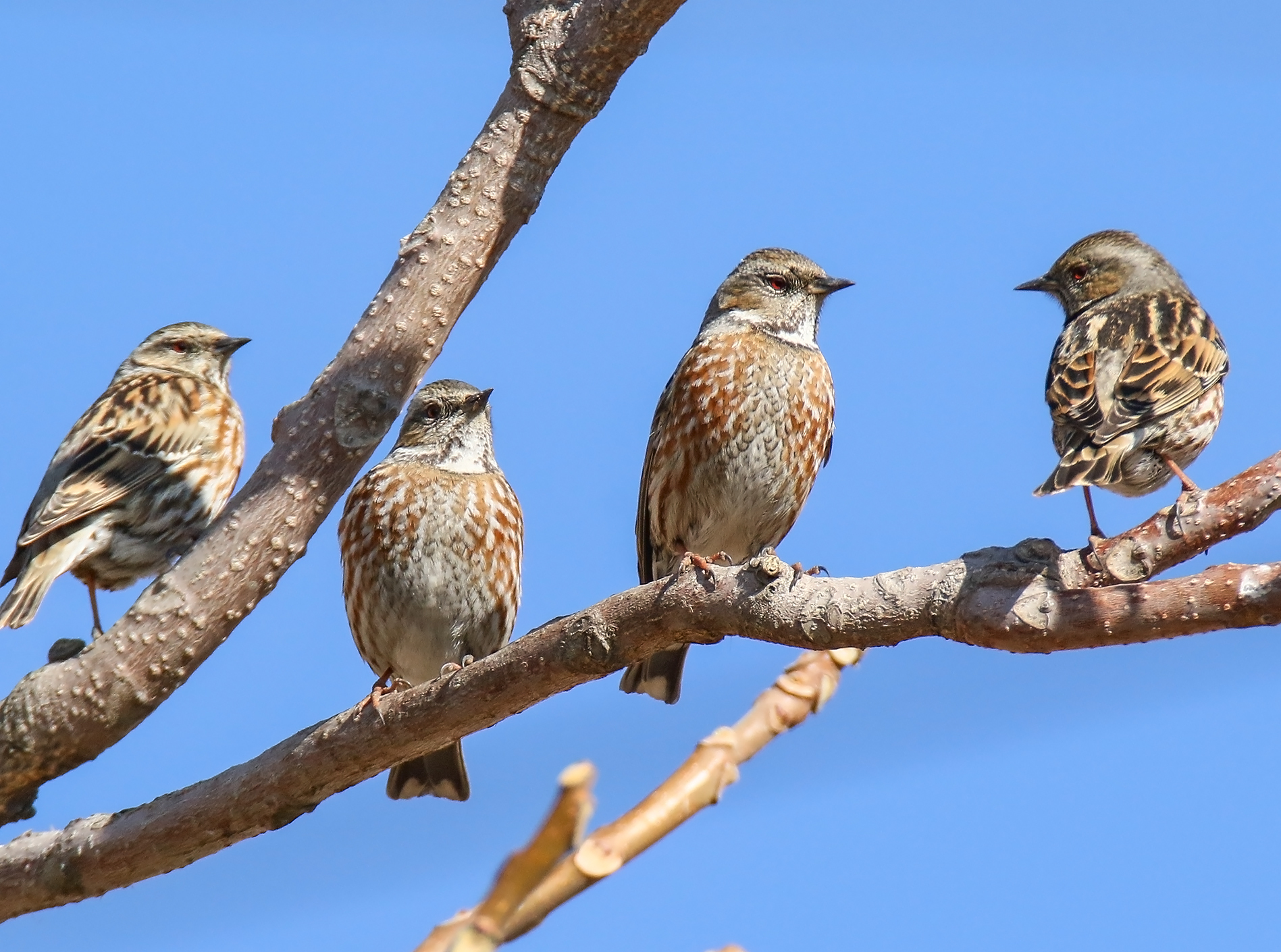
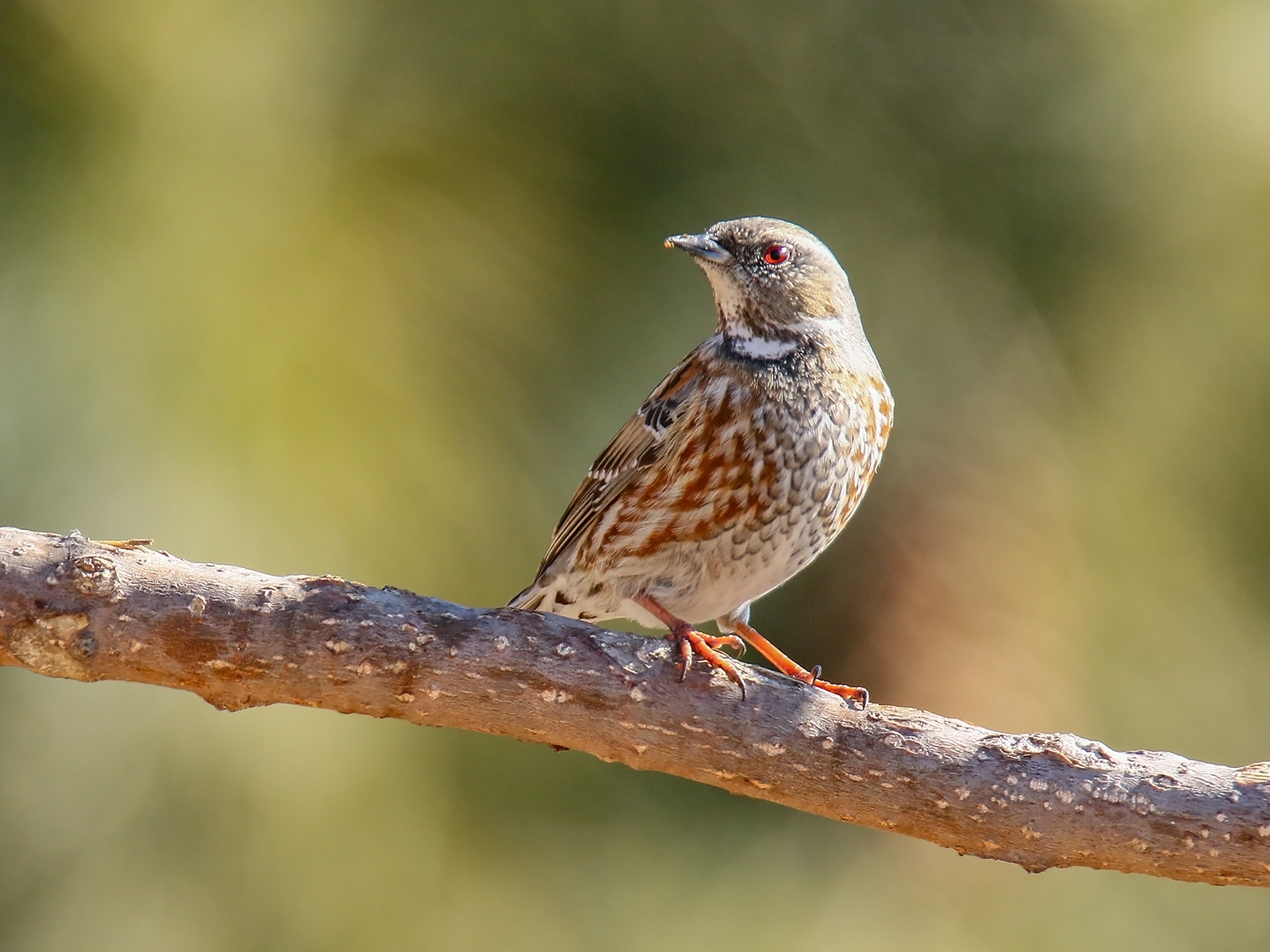
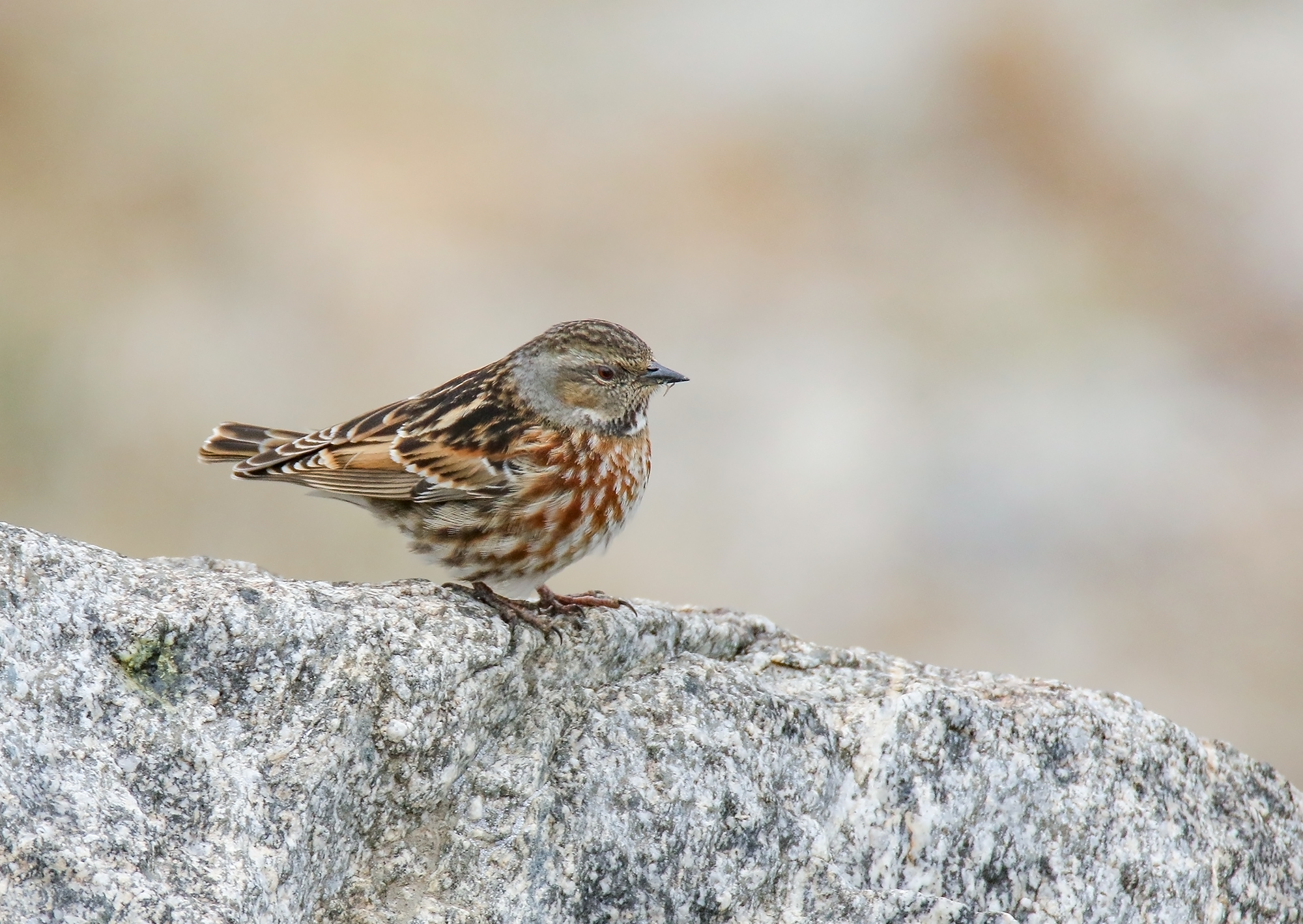
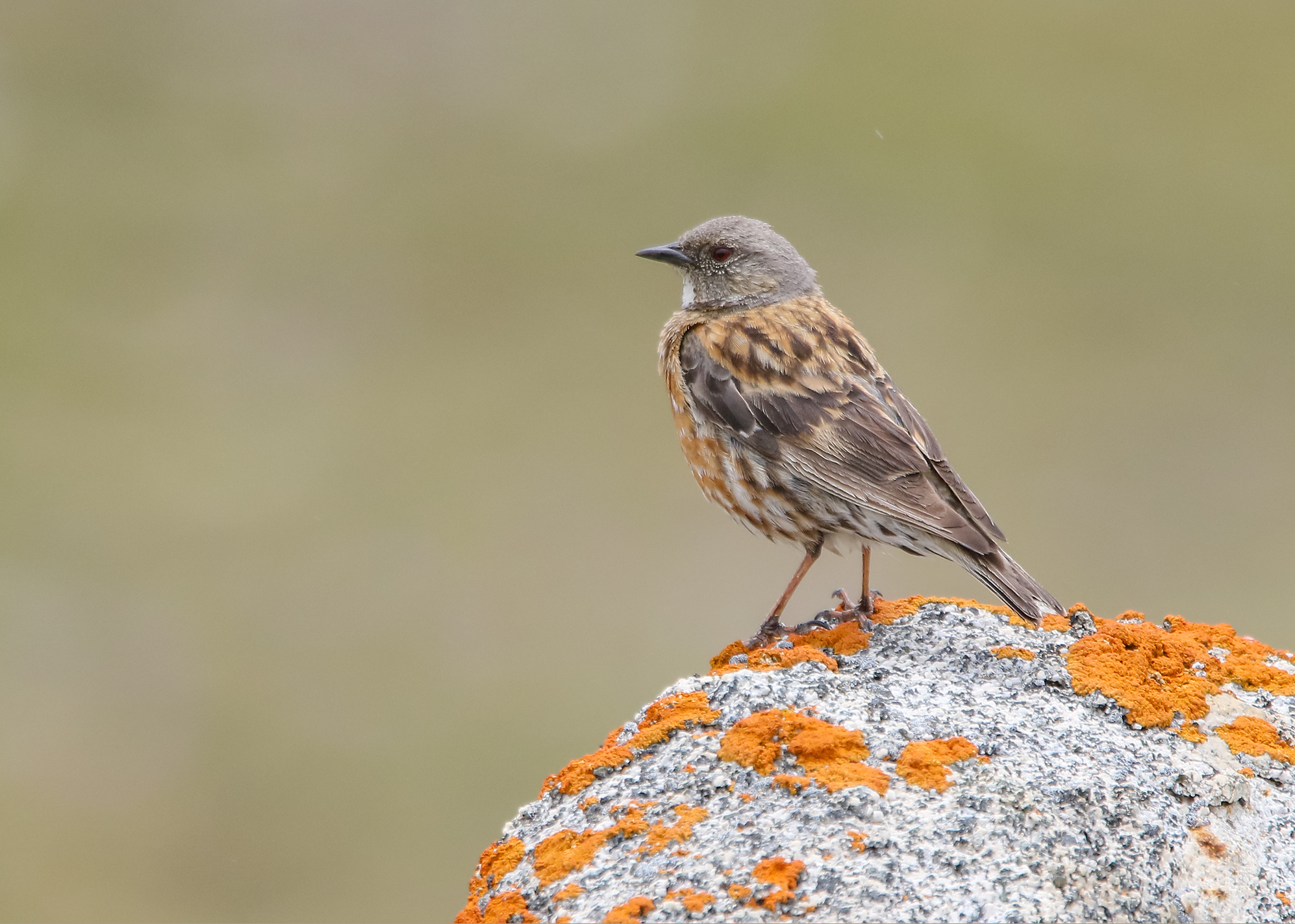
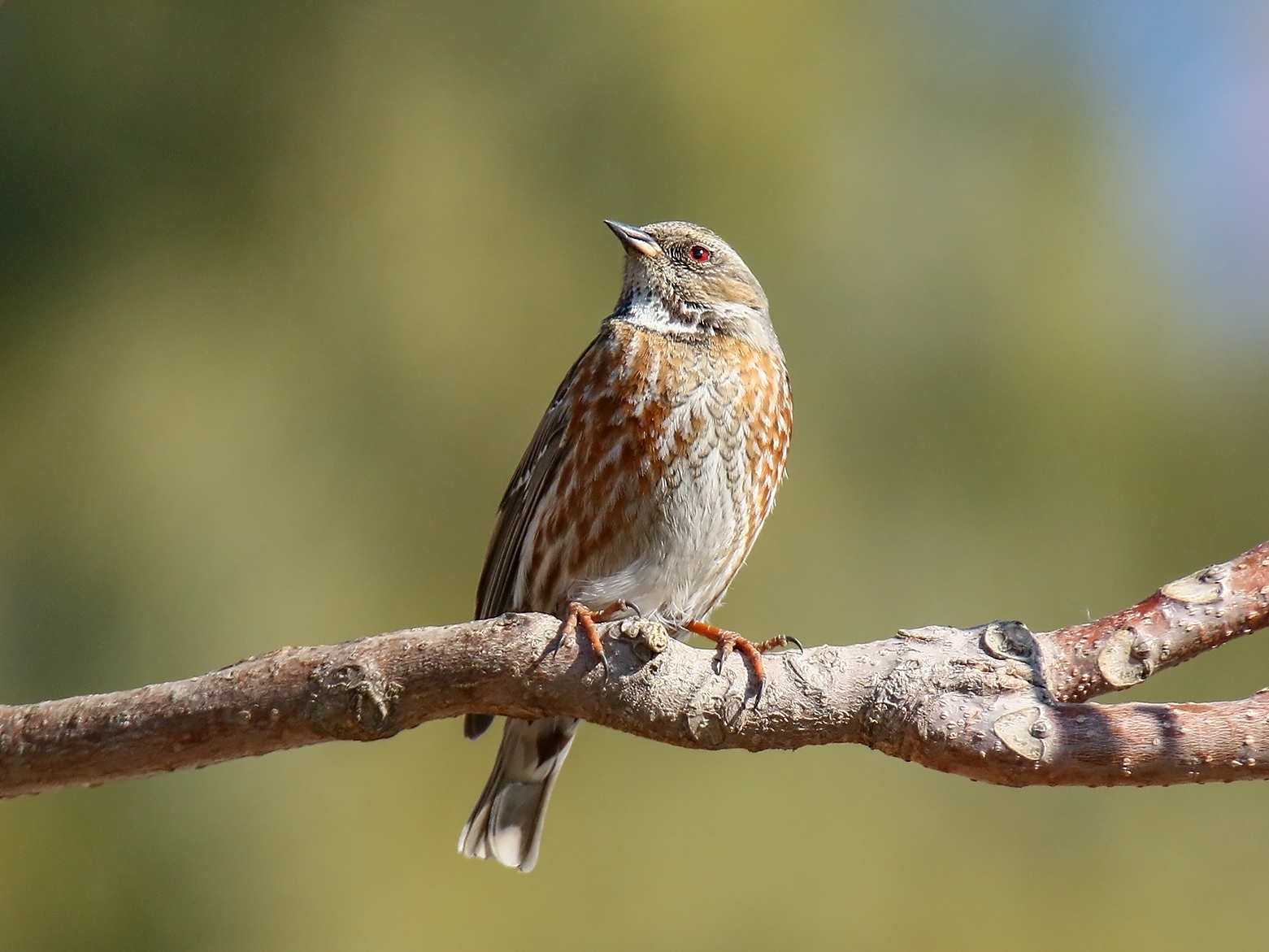